# 日根野高吉
日根野 高吉（ひねの たかよし）は、戦国時代の武将。美濃国出身。織田信長、豊臣秀吉に仕えた。信濃国諏訪藩（高島藩）の初代藩主。官位は従五位下織部正。正室は、戸田忠成の娘。
子女は、吉明、高継、高当、女子（柴田勝政の妻）。

## 生涯
日根野弘就の長男として生まれる。母は某氏。弟に、吉時、日根弘正、弘勝がいる。妹は浅野氏次の妻となった。はじめ父に従い信長に仕え、秀吉に仕える。
小田原征伐において山中城を攻略した戦功により、天正18年（1590年）7月13日、近江国愛知郡平松城から信濃国諏訪郡2万7000石に移封となった。
日根野氏により、後述する高島城築城の他、城下町の上諏訪形成、石高制による検地の実施、逃散農民の呼び戻しなど、中央の豊臣政権の方針が反映されることになり、近世における高島藩政の基礎が整えられた。
天正20年（1592年）1月、朝鮮出兵（壬辰倭乱）では、300人を率いて肥前国名護屋に駐屯した。
同年、高島城の築城に着手し、慶長3年（1598年）、完成した。伏見城の築城でも功を挙げている。
慶長5年（1600年）の関ヶ原の戦いに際しては東軍に与していたが、本戦直前の6月26日、高島で病死した。慈雲寺に葬られた。享年62。法名は、鑑照院殿鉄叟玄心大居士。
跡を嫡男の吉明が継いだ。

### 死後
慶安2年（1649年）、高吉の五十回忌に際し、吉明は封地の豊後国府内から慈雲寺を訪れ、同寺の墓地に供養の五輪塔を建てた。塔には「都盧一團鐵（）」と刻まれている。
この供養塔は、1970年11月17日、「日根野織部正高吉供養塔」として下諏訪町の文化財（彫刻）として指定された。